# Валье-де-Гуадалупе (Мичоакан)
Валье-де-Гуадалупе (Мичоакан) (исп. Valle de Guadalupe) — город в Мексике, входит в штат Мичоакан. Население составляет 520 человек. Расположен недалеко от города Самора-де-Идальго и принадлежит муниципалитету Тангансикуаро. Местные жители называют его просто Эль-Валье. Ранее был известен как Пуэбло-де-лос-Амарильос (Город Жёлтых) из-за жёлтого цвета водонапорных баков.
Население Валье-де-Гуадалупе составляет около 3000 человек. Из-за высокой миграции в США посёлок частично заброшен — около 70 % населения проживает здесь только с декабря по январь, во время рождественских, новогодних праздников и праздников в честь святого покровителя. Валье-де-Гуадалупе находится примерно в 10 км к северо-востоку от Лос-Ногалес, между Тангансикуаро и Чильчотой.

## История
В отличие от соседнего Этукуаро, расположенного в двух километрах к югу и имеющего индейское происхождение, Валье-де-Гуадалупе был основан испанцами до 1600 года. Согласно устным преданиям, первоначальное название поселения было Ринконада-де-Тласасалька, так как его основатель Франсиско Инфанте де Саманьего прибыл на территорию Тласасальки для освоения земельного надела, предоставленного вице-королём при условии основания поселения. Хотя документальных подтверждений этим устным преданиям не сохранилось, известно, что с Франсиско Инфанте де Саманьего прибыли и другие семьи испанского происхождения, а позже присоединились жители из других поселений.
Официально посёлок был основан в 1895 году под названием Эль-Валье. 14 декабря 1895 года считается датой основания, когда группа жителей собралась и официально учредила посёлок. В первые годы существовали только несколько проходящих через него дорог.
В 1902 году братья Франсиско и Иринео Эскобар Мендоса вместе с инженером Бартоломе Вальдесом разработали первые планы улиц посёлка. В 1903 году первая улица была названа Калье Насьональ (Национальная улица). Она сохранила это название до наших дней и остаётся главной улицей. В годы Кристерской революции посёлок получил современное название Валье-де-Гуадалупе.

## География
- Широта: 19°54′ с. ш.
- Долгота: 102°07′ з. д.

## Климат
Климат умеренный, днём большую часть года стоит приятная погода. Однако зимними ночами и ранним утром температура может резко опускаться ниже нуля градусов по Цельсию, тогда как днём сохраняется тёплая погода.

## Социальные проблемы
Многие жители этого посёлка из-за недостатка денег и отсутствия работы вынуждены эмигрировать в США. Около 75 % мигрантов составляют главы семей, несущие ответственность за своих родных. Согласно исследованиям, 46 % мигрантов предпочитают селиться в Чикаго (Иллинойс), а остальные 54 % выбирают Калифорнию.

## Праздники
Ежегодно в январе проводится праздник в честь святой покровительницы Валье-де-Гуадалупе — Девы Гваделупской. Торжества начинаются за девять дней до второго воскресенья января и завершаются большим праздником с выступлениями музыкальных групп в течение всего дня. Также проводятся спортивные соревнования на футбольном поле между командой из США и местной командой. Кульминацией праздника в полночь становится фейерверк с запуском «замков» и «бычков». В течение девяти дней перед праздником образ Девы Гваделупской находится в доме одной из семей, которая принимает всех приходящих на религиозные мероприятия. Чтобы удостоиться чести принять образ у себя, семья должна подать заявку, и ожидание может растянуться на 10 лет из-за большого количества желающих.
4 июля (День независимости США) жители Валье проводят товарищеские футбольные матчи, представляя американские команды, например:
- Сакраменто против Чикаго
- Чикаго против Ливермора

Ежегодно отмечается День независимости Мексики. Выбирается королева праздника, проводятся парады, начинающиеся и заканчивающиеся на главной площади посёлка.